# Luciana Paluzzi

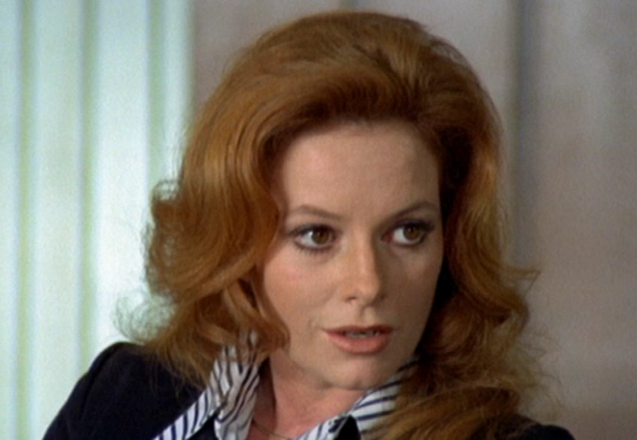
Luciana Paluzzi in einer Szene im Italienischen Film La mala ordina (1972)

Luciana Paluzzi (* 10. Juni 1937 in Rom; auch Luciana Paoluzzi) ist eine italienische Schauspielerin.

## Leben
Ihren ersten Filmauftritt hatte Paluzzi 1954 in der in Italien gedrehten Hollywood-Komödie Drei Münzen im Brunnen; diese Rolle war jedoch noch so klein, dass sie im Abspann nicht erwähnt wurde. Von da an erschien die rothaarige Schauspielerin in vielen, meist italienischen Filmen.
Obwohl sie bis Ende der 1970er Jahre vor der Kamera aktiv war, blieb sie vor allem durch ihre Rolle als SPECTRE-Killerin Fiona Volpe im 1965 gedrehten James-Bond-Film Feuerball in Erinnerung. Ursprünglich war sie für die weibliche Hauptrolle der Dominetta „Domino“ Palazzi vorgesehen, die dann jedoch mit der früheren Miss Frankreich Claudine Auger besetzt wurde.
Paluzzi war von 1960 bis 1962 mit Brett Halsey verheiratet, die beiden haben einen gemeinsamen Sohn. 1980 heiratete sie Michael Solomon, mit dem sie heute in Bel Air, Los Angeles, Kalifornien lebt.

## Filmografie (Auswahl)
- 1953: Sua altezza ha detto: no!
- 1954: Drei Münzen im Brunnen (Three Coins in the Fountain)
- 1954: Sieben süße Sünden (J'avais sept filles)
- 1956: Das Gänseblümchen wird entblättert (En effeuillant la marguerite)
- 1956: Die Herrscherin vom Libanon (La châtelaine du Liban)
- 1957: Der Maler von Florenz (Sword of Freedom) (Fernsehserie, 1 Folge)
- 1957: Die Spionin von Gibraltar (La donna che vene dal mare)
- 1958: Keine Zeit zu sterben (Tank Force)
- 1958: Die unglaublichen Abenteuer des Herkules (Le fatiche di Ercole)
- 1958: Wütende See (Sea Fury)
- 1959: Ausgerechnet Charlie Brown (Carlton-Browne of the F.O.)
- 1959: Mein schöner Ehemann (Il nemico di mia moglie)
- 1959: Der Tiger von Eschnapur
- 1960: Ein Playboy hat's schwer (The Tab Hunter Shiw) (Fernsehserie, 1 Folge)
- 1961: Rückkehr nach Peyton Place (Return to Peyton Place)
- 1962: Bonanza (Fernsehserie, Folge 3x31: Mitgift für Miss Dubois)
- 1963: Laster und Tugend (Le vice et la vertu)
- 1964: Agent auf Kanal D (To Trap a Spy)
- 1964: Muscle Beach Party
- 1965: Diesmal sprechen wir über Männer (Questa volta parliamo di uomini)
- 1965: James Bond 007 – Feuerball (Thunderball)
- 1965: Solo für O.N.K.E.L. (The Man from U.N.C.L.E.) (Fernsehserie, 1 Folge)
- 1966: Mitternacht – Canale Grande (Venetian Affair)
- 1967: Chuka
- 1967: Immer wenn er Pillen nahm (Mr. Terrific) (Fernsehserie, 1 Folge)
- 1968: Einmal sieht man's, einmal nicht (Now You See It, Now You Don't) (Fernsehfilm)
- 1968: Das Geheimnis der jungen Witwe (La morte non ha sesso)
- 1968: Keine Rosen für OSS 117 (Pas de roses pour OSS 117)
- 1968: Tausend und eine Nacht (Thousand and One Nights)
- 1969: Der heiße Tod (99 mujeres)
- 1969: Kapitän Nemo (Captain Nemo and the Underwater City)
- 1969: Monster aus dem All (Green Slime, Gamma sango uchu daisakusen)
- 1969: Mord im schwarzen Cadillac (Femmine insaziabili)
- 1969: Playgirl 70
- 1969: Seine Kugeln pfeifen das Todeslied (Il pistolero dell' Ave Maria)
- 1970: Pulverfass (Powderkeg)
- 1971: Marschbefehl zur Hölle (Il Sergente Klems)
- 1971: Ohne Furcht und Sattel (Bearcats!) (Fernsehserie, 1 Folge)
- 1972: Coartada en disco rojo
- 1972: Der Mafiaboss – Sie töten wie Schakale (La mala ordina)
- 1972: Visum für die Hölle (Black Gunn)
- 1973: Le guerriere dal seno nudo
- 1973: Der sechs Millionen Dollar Mann – Das Erpressersyndikat (The Six Million Dollar Man: The Solid Gold Kidnapping) (Fernsehfilm)
- 1973: Tod auf Rhodos (Medusa)
- 1973: Der unerbittliche Vollstrecker (La polizia sta a guardare)
- 1974: Verflucht sind sie alle (Klansman)
- 1975: Operation misslungen – Patient lebt (L'Infermiera)
- 1976: Der Dreh mit dem Millionencoup (Gli amici di Nick Hezard)
- 1978: Der große Grieche (The Greek Tycoon)
- 1978: Hawaii Fünf-Null (Hawaii Five-O) (Fernsehserie, 1 Folge)